# 高山铺战役
高山铺战役是1947年10月中國人民解放軍和國民革命軍之間在湖北省蘄春縣漕河镇以东地区爆發的一場戰役，也是刘邓大军挺进大别山後爆發的一場戰役。當時刘邓大军于湖北漕河镇以东地区对國民革命軍發動伏击战。國民革命軍方面有1.2万余人被消滅，火炮机枪等大批军用物资被劉鄧大軍缴获。

## 過程
1947年6月30日，中國人民解放军晋冀鲁豫野战军第一、二，三、六4个纵队12万余人，在司令员刘伯承、政委邓小平率领下，从山東西南渡過黄河。8月下旬，刘邓大军渡过淮河，挺进大别山，佔領湖北、河南、安徽交界處的地区，並改編為中原人民解放軍。國民革命軍在10月初集结近6个师兵力合围光山、新县地区，寻找刘邓大军主力决战。中原解放军於是在國民革命軍必经之浠水——广济公路上的蘄春縣高山铺及其附近狭长山谷地带伏击國民革命軍。10月26日，國民革命軍第四十四师附八十二旅进入伏击圈。27日，中原解放军参战各部发起总攻，4個小时間消滅了其1个师、1个旅，共殺、伤、俘12000余人，击落國民革命軍飛機1架。解放军方面自稱伤亡800余人。